# ゲオルギー・ヒージャ
ゲオルギー・ステパノヴィチ・ヒージャ（ヒジャ、ロシア語: Гео́ргий Степа́нович Хижа́、Georgii Stepanovich Hizha、1938年5月8日 -  ）は、ロシアの政治家、企業家。エリツィン時代の1992年5月から1993年5月11日までロシア連邦副首相。
トルクメン共和国のアシハバート（現在のトルクメニスタン、アシガバート）出身。レニングラード工科大学、プレハーノフ記念モスクワ国民経済大学を卒業し、技術博士号取得。レニングラードの「スヴェトラーナ」企業合同勤務。レニングラード国営企業協会会長、サンクトペテルブルク副市長などを経て、1992年5月からロシア連邦副首相。1993年5月11日解任。同年6月ロシア連邦政府専門家評議会議長。
2003年公職から引退した。
私生活では、夫人との間に二女あり。趣味は狩猟、スキューバダイビング。

## 参考・外部リンク
- Биография на сайте БД Лабиринт